# Tidslinje over nogle europæiske regenter i det 20. århundrede
Denne artikel består af en tidslinje, der viser nogle af de vigtigste europæiske regenter i det 20. århundrede. Forholdsvis små fyrstendømmer som Andorra, Liechtenstein og Monaco er ikke medtaget. For nærmere oplysninger om de enkelte regenter og monarkier, kan der klikkes på navnene.